# Dingle Way
Der Dingle Way (irisch Slí Chorca Dhuibhne) ist ein Fernwanderweg in Irland.  Er gehört zu den National Waymarked Trails.

## Verlauf
Der Dingle Way ist ein Rundweg auf der Dingle-Halbinsel mit Start und Ziel in Tralee, der Hauptstadt des County Kerry.
Der folgende Verlauf beschreibt den Weg im Uhrzeigersinn.
Die erste Etappe führt auf 18 km von Tralee nach Camp.
Die zweite Etappe führt auf 17 km von Camp nach Annascaul.
Die dritte Etappe führt auf 22 km von Annascaul zum Ort Dingle (Daingean Uí Chúis).
Die vierte Etappe führt auf 20 km von Dingle nach Dunquin.
Die fünfte Etappe führt auf 22 km von Dunquin nach Feohanagh.
Die sechste Etappe führt auf 21 km von Feohanagh nach Cloghane.
Die siebte Etappe führt auf 29 km von Cloghane nach Castlegregory.
Die achte und letzte Etappe führt auf 27 km von Castlegregory zurück zum Ausgangsort in Tralee.